# 159 (число)
Вижте пояснителната страница за други значения на 159.
159 (сто петдесет и девет) е естествено, цяло число, следващо 158 и предхождащо 160.
Сто петдесет и девет с арабски цифри се записва „159“, а с римски цифри – „CLIX“. Числото 159 е съставено от три цифри от позиционните бройни системи – 1 (едно), 5 (пет), 9 (девет).

## Общи сведения
- 159 е нечетно число.
- 159-ият ден от годината е 8 юни.
- 159 е година от Новата ера.